# ديردر كيلي
ديردر كيلي (بالإنجليزية: Deirdre Kelly)‏ هي ممثلة بريطانية، ولدت في 1971.

## وصلات خارجية
- ديردر كيلي على موقع IMDb (الإنجليزية)